# Bucy-lès-Cerny
Bucy-lès-Cerny é uma comuna francesa na região administrativa de Altos da França, no departamento de Aisne. Estende-se por uma área de 8,74 km². Em 2010 a comuna tinha 200 habitantes (densidade: 22,9 hab./km²).